# Habrocestum africanum
Habrocestum africanum är en spindelart som beskrevs av Wesolowska, Haddad 2009. Habrocestum africanum ingår i släktet Habrocestum och familjen hoppspindlar. Inga underarter finns listade i Catalogue of Life.